# Tyler Zink
Tyler Zink (* 30. Januar 2001 in Lancaster, Pennsylvania) ist ein US-amerikanischer Tennisspieler.

## Persönliches
Der Vater von Tyler Zink, George Zink, war ebenfalls Tennisspieler und betreibt in Florida eine Tennisschule.

## Karriere
Bis 2019 spielte Zink auf der ITF Junior Tour, wo er mit Rang 25 seine höchste Notierung in der Jugend-Rangliste erreichen. Sein bestes Abschneiden bei einem Grand-Slam-Turnier gelang ihm 2019 bei seinem letzten Juniorenturnier, den US Open, als er im Doppel an der Seite von Eliot Spizzirri das Turnier überraschend gewann. Weitere Titel gewann er im Doppel beim Banana Bowl, dem J1 Santa Croce sull’Arno sowie der Trofeo Bonfiglio, was jeweils Turniere der der niedrigeren Turnierkategorie waren.
2019 begann Zink ein Studium an der University of Georgia, wo er auch College Tennis spielte. 2021 wechselte er an die Oklahoma State University.
Bei den Profis spielte Zink während seiner Junioren- und Studienzeit. 2018 spielte er erstmals Turniere auf der drittklassigen ITF Future Tour. In diesem Jahr kam er zudem dank einer Wildcard zu seinem ersten Spiel auf der ATP Challenger Tour in Sarasota, wo er in Einzel und Doppel jeweils in der ersten Runde ausschied. Bei Futures kam er im Einzel bislang nicht über ein Viertelfinale hinaus, im Doppel gewann er 2019 zwei Titel, die ihn in der Weltrangliste bis auf Platz 877 im Doppel stiegen ließen. Im Einzel stand er noch nie innerhalb der Top 1000. Zum bisher größten Match seiner Karriere kam der US-Amerikaner im August 2021 bei den US Open. Er erhielt von den dortigen Turnierverantwortlichen eine Wildcard für das Doppelfeld, wo er an der Seite von Spizzirri, seinem Doppelpartner vom US-Open-Sieg 2019, antrat. Sie bekamen es mit der Nummer 3 der Setzliste, der Paarung aus Pierre-Hugues Herbert und Nicolas Mahut, zu tun und schieden in zwei Sätzen aus. Mittlerweile ist er auch im Doppel wieder aus den Top 1000 gefallen.

## Erfolge
| Legende (Anzahl der Siege) |
| Grand Slam                 |
| ATP Finals                 |
| ATP Tour Masters 1000      |
| ATP Tour 500               |
| ATP Tour 250               |
| ATP Challenger Tour (2)    |

### Doppel

#### Turniersiege
| Nr. | Datum          | Turnier   | Belag     | Partner         | Finalgegner                   | Ergebnis           |
| --- | -------------- | --------- | --------- | --------------- | ----------------------------- | ------------------ |
| 1.  | 5. August 2023 | Lexington | Hartplatz | Eliot Spizzirri | George Goldhoff Vasil Kirkov  | 4:6, 6:3, [10:8]   |
| 2.  | 1. März 2025   | San Diego | Hartplatz | Eliot Spizzirri | Juan José Bianchi Noah Zamora | 6:73, 7:64, [10:8] |